# Kann ich nicht
Kann ich nicht ist ein Lied des deutschen Webvideoproduzenten Freshtorge alias Helga & Marianne aus dem Jahr 2021.

## Entstehung und Veröffentlichung
Das Lied wurde von Freshtorge selbst, zusammen mit dem Singer-Songwriter Brunke geschrieben und komponiert. Letzterer produzierte den Song auch.
Am 20. November wurde der Song als digitale Downloadsingle auf allen großen Streamingplattformen sowie als Musikvideo bei YouTube veröffentlicht.
Freshtorge sang den Titel erstmalig auf seiner 2022 veranstalteten Live-Tournee vor Publikum.

## Inhalt
Der Song setzt sich auf humorvolle Weise mit dem Thema der Lebensmittelintoleranz auseinander. Das Lied greift damit als Hauptthema ein in den Sketchen der Freshtorge-Figuren Helga & Marianne benutzten Running Gag auf.

## Musikvideo
Das von Vybe Brothers Entertainment produzierte Musikvideo bei YouTube erzielte bislang 1,9 Millionen Aufrufe (Stand: 8. Juni 2024).